# Modèle de la double couche de Helmholtz
 (mai 2024).
Ce modèle décrit la variation du potentiel électrique au voisinage d'une surface, et tient un grand rôle dans l'explication du comportement de surfaces mises en contact avec des solutions aqueuses.

## Développement historique du modèle
On attribue souvent le premier modèle de la double couche électrique à Helmholtz (1879). Celui-ci a considéré la double couche mathématiquement comme un simple condensateur, se basant sur un modèle physique dans lequel une couche unique d'ions est adsorbée à la surface.
Plus tard, Gouy et Chapman (1910-1913) firent de grandes avancées en introduisant un modèle diffusif de la double couche électrique, dans lequel le potentiel électrique sur une surface décroît exponentiellement en fonction de la distance, à cause des contre-ions adsorbés.
L'actuel modèle est celui de Gouy-Chapman-Stern qui combine les deux approches.